# Louis Feuillade
Louis Feuillade (Lunel, 19 de Fevereiro de 1873 – Nice, 25 de Fevereiro de 1925) foi um argumentista e realizador de cinema francês, da era do cinema mudo.
Feuillade tem influência indirecta na história do cinema português, na medida em que desempenhou um importante papel na formação artística e técnica do realizador de origem italiana Rino Lupo. René Clair, um dos realizadores franceses mais conhecidos, foi também instruído por ele.
Lupo foi contratado pela Invicta Film, da cidade do Porto, para ajudar, à falta de técnicos portugueses,  no lançamento da empresa. Esta estava a ser  orientada pelo francês Georges Pallu, dispensado para o mesmo fim pela produtora francesa Pathé Frères, também fabricante de equipamento de cinema. Georges Palu e Rino Lupo realizariam nos  anos vinte vários filmes fundamentais na história do cinema português.

## Biografia
Louis Feuillade nasceu em Lunel, Hérault, no sul da França. Por vocação familiar, tornou-se um comerciante de vinhos e depois jornalista.
Começou a sua carreira cinematográfica na companhia de filmes Gaumont, em 1905, primeiro como argumentista. A firma Gaumont,  tal como a empresa Pathé, foi pioneira em França do cinema de grande público. O papel de Feuillade foi determinante para o desenvolvimento da Gaummont a partir de 1907, quando se tornou seu director-geral. Como consequência disso, contribuirá para a prática futura de um cinema mais ligeiro, que influenciaria certas correntes do filme americano e que teria um papel importante para o surgimento dos filmes da chamada Série B.
Feuillade, combatente na Primeira Grande Guerra, «homem culto, mas não um intelectual», opôs-se frontalmente à prática do cinema literário, às adaptações serôdias de estilo teatral praticadas por elementos afectos à Comédie-Française, e desenvolve o conceito de Filme de Arte, o Film d'Art, arte nova do cinema. Desprezado pelos estetas letrados dos anos vinte, foi reabilitado em 1929 pelos surrealistas. Opondo-se à rigidez estática e verbosa do filme de arte dos academistas do seu país, desenvolve o conceito de Film Esthétique, anunciando a criação de  uma série de filmes «verdadeiramente nova», movida  pela beleza da ideia e da forma: «O Film Esthétique deve realizar uma e outra ao mais alto nível na arte da cinematografia».
O cinema será assim menos teatral e mais pictórico. Nesta linha (a que Rino Lupo segue), o seu mais forte argumento para convencer a Gaumont da solidez dos seus projectos é anti-americano: «É nas grandes cenas históricas, as de todos os tempos, que teremos mais chances de fazer concorrência aos americanos no seu próprio país». A ousada afirmação é feita a 28 de Janeiro de 1910. Um cinejornal da Gaumont de 28 de Maio anuncia a mise-en-oeuvre desta estratégia.
Defendia ainda a necessidade de um cinema mais genuino que mostrasse a vida, mesmo que os temas explorados fossem irreais ou fantásticos. É numa das suas primeiras séries, «La Vie telle qu'elle est» que ele explora a ideia, uma série de 12 episódios que definia como um «ensaio de realismo transportado pela primeira vez para a tela» (1911). São ideias destas que lhe permitem criar «esse fresco animado de vida e de vício que ele explorou desde os seus mais remotos melodramas, nos filmes históricos, na Vida Tal e Qual Ela É ou as aventuras do detective Dervieux». Contribui portanto para que a opção realista praticada na linha da descoberta do cinematógrafo dos irmãos Lumière se fundisse  com o tratamento ficcional  e fantasista iniciado  pelo ilusionista francês inventor do cinema de ficção, Georges Méliès. Cria assim um estilo pessoal e inaugura um  novo género : os cine-romances.
«Mestre dos leões e dos vampiros», explorando o cómico e o horror, uma das suas mais significativas achegas para a história do cinema consistiu na invenção de séries de filmes cuja acção rocambolesca seduzia o público. Os heróis destas novelas, como a mulher-vampiro, a Irma Vep,  Fantômas e Rocambole ficariam na memória colectiva, como o termo rocambolesco o ilustra.
Para Feuillade, «(…) a realidade quotidiana é apenas uma máscara por trás da qual se dissimula uma outra realidade, bem mais forte, bem mais verdadeira, bem mais bela : a do maravilhoso, do onírico, do fantástico. A realidade cinematográfica, em suma».
Realizou centenas de filmes e declarou-se como autor dos argumentos de cerca de um milhar, histórias que seriam depois aproveitadas por outros realizadores.
Como realizador, as suas obras mais conhecidas são os thrillers, nomeadamente Fantômas (1913), Les Vampires (1915) e Judex (1917 - 1918). Devido à semelhança estilística entre esses três seriados policiais, Fantômas (1913), Les Vampires e Judex frequentemente são considerados em conjunto, como uma trilogia. Feuillade explorou várias técnicas de suspense desenvolvidas depois por famosos como Fritz Lang e  Alfred Hitchcock,
Não obstante ter praticado um cinema mais dirigido para a exploração de temas fantásticos e de aventura, temperados de melodrama, o enquadramento real e mais próximo da vida que servia de pano de fundo aos filmes não teatrais que defendia, foi importante contribuição para a futura exploração do realismo na «sétima arte», o que também sucedeu em Portugal.

## Filmografia selectiva
- Como realizador:
- 1906 : C'est Papa qui prend la Purge (107 m)
- 1907 : Le Thé chez la Concierge (140 m)
- 1909 : Histoire de Puce (102 m)
- 1910 / 1913 : Bébé Apache (90 curtas metragens)
- 1911 / 1912 : La Vie telle qu'elle est (12 episódios)
- 1913 : Fantômas - À l'ombre de la guillotine (3 partes e 30 quadros)
- 1913 : Les Chasseurs de lions (580 m)
- 1915 : Les Vampires (10 episódios)
- 1916 : Judex (12 episódios)
- 1917 : La nouvelle mission de Judex (12 episódios)
- 1918 : Tih Minh (12 episódios)
- 1919 : Barrabas (12 episódios)
- 1921 : Parisette (12 episódios)
- 1923 : Vindicta (5 episódios)

NOTA: São-lhe atribuídos alguns filmes que não é certo terem sido por ele realizados.